# 格帕沙星
格帕沙星（Grepafloxacin）是一种喹诺酮类抗生素，用于治疗多种细菌感染。包括流感嗜血杆菌、肺炎链球菌或卡他莫拉菌敏感菌株引起的轻度至中度感染。
格帕沙星的常见的副作用包括过敏反应、心律不齐、昏厥、癫痫发作、幻觉、肝损伤、肌肉或关节疼痛。
格列帕沙星于1999年在全球范围内撤出市场，因它延长心电图上的QT间期，导致心脏事件和猝死。

## 临床用途
格帕沙星用于治疗敏感菌（如流感嗜血杆菌、肺炎链球菌、卡他莫拉菌）引起的慢性支气管炎加重、社区获得性肺炎（除上述细菌外，还包括由肺炎支原体）、淋病和非淋菌性尿道炎和宫颈炎（如沙眼衣原体或解脲脲原体引起）的急性加重。

### 抗菌谱
格帕沙星具有高组织渗透率和广谱抗菌活性，对革兰氏阳性菌尤其是肺炎链球菌具有更高的活性。格帕沙星对肺炎链球菌的活性似乎始终比环丙沙星高出至少4倍。 同样，格帕沙星对肺炎支原体的活性是环丙沙星的8倍。
有代表性的研究表明，格帕沙星对潜在的呼吸道病原体具有与环丙沙星（Ciprofloxacin）相似或更高的体外活性格帕沙星对肠杆菌科细菌的体外活性与环丙沙星相似或略低，但对大多数革兰氏阳性菌的体外活性优于环丙沙星。。格帕沙星对眼生殖病原体沙眼衣原体的体外活性似乎大于环丙沙星，对淋病奈瑟菌的活性似乎与环丙沙星相似，而在体外对厌氧微生物的活性似乎略高于环丙沙星。
一项调查肠杆菌科和葡萄球菌临床分离株交叉耐药性的研究表明，与环丙沙星相比，随着对环丙沙星耐药性的增加，格列帕沙星的相对效力增加。研究表明，某些葡萄球菌耐药机制对格帕沙星的影响可能比环丙沙星更大。

## 相互作用
在动物研究中，当以高剂量与非甾体抗炎药（NSAIDs）联合使用时，格帕沙星不会引起惊厥。

## 作用机制
格帕沙星通过抑制细菌拓扑异构酶II（DNA旋转酶）和拓扑异构酶IV发挥其抗菌活性，这些酶是细菌DNA复制、转录和修复的必需酶。

## 药代动力学
动物研究表明，格帕沙星几乎分布于除中枢神经系统以外的所有组织，口服 10 至 40 mg/kg 后对肺组织的渗透率特别高。